# All Pakistan Minorities Alliance
Die All Pakistan Minorities Alliance (APMA) ist eine Non-Muslim-Menschenrechtsorganisation für die religiösen Minderheiten in Pakistan, die etwa 5 % der Bevölkerung ausmachen. Die APMA wurde um 1990 auf Initiative der Christian Liberation Front (CLF) zusammen mit anderen Organisationen der Christen, Hindus, Sikhs und Bahai gegründet. Vorsitzender war der christliche Abgeordnete Shahbaz Bhatti bis zu seinem Tod 2011, als er von Taliban ermordet wurde. Nachfolger wurde sein Bruder Jamel Bhatti.
Die Motivation zur Bildung der Allianz waren die nach dem Militärputsch 1977 erlassenen streng islamischen Gesetze, insbesondere die Blasphemie-Artikel 295 und 298 des Strafgesetzbuches (Penal code), die jede Kritik am Islam unter schwere Strafe bis zum Todesurteil stellen. Bald nach der Gründung traten auch Organisationen der Balmeek, Bheel, Maingwal, Kelash und des Zoroastrismus bei.
In der Allianz arbeiten zahlreiche Juristen und einige Abgeordnete mit, um für tolerantere Gesetze zu argumentieren und entsprechende Eingaben an staatliche Stellen zu machen. Weitere Schwerpunkte sind Lobbying und Medienarbeit für die Minderheiten, Hilfestellung für politische Gefangene und diskriminierte Christen sowie Opfer des islamistischen Terrors.  Sie setzt sich auch für bessere Frauenrechte ein, die seit der Islamisierung des Strafrechts (im Rahmen der Hudood Ordinances) sich zunehmend verschlechtert haben.
APMA betreibt ein landesweites Netz von Büros, das 80 der 106 politischen Bezirke Pakistans umfasst. Sie kooperieren mit internationalen Organisationen für Menschenrechte wie AI und CSI.